# Biberons et Confusions
Pour plus de détails, voir Fiche technique et Distribution.
Biberons et Confusions (Baby Bottleneck) est un court métrage d'animation américain réalisé par Friz Freleng, sorti en 1946.
Le film, produit par Warner Bros met en scène Porky Pig et Daffy Duck.

## Fiche technique
- Réalisation : Bob Clampett
- Scénario : Warren Foster
- Production : Warner Bros. Cartoons
- Musique originale : Carl W. Stalling
- Montage et technicien du son : Treg Brown (non crédité)
- Durée : 7 minutes
- Pays : États-Unis
- Langue : anglais
- Distribution : 1946 : Warner Bros. Pictures
- Format : 1,37 :1 Technicolor Mono
- Date de sortie : 
  - États-Unis : 16 mars 1946